# Olesicampe extrema
Olesicampe extrema är en stekelart som först beskrevs av Holmgren 1872.  Olesicampe extrema ingår i släktet Olesicampe och familjen brokparasitsteklar. Arten är reproducerande i Sverige. Inga underarter finns listade i Catalogue of Life.